# Élections constituantes de 1945 à La Réunion
Les élections constituantes françaises de 1945 se déroulent le 21 octobre.

## Mode de scrutin
Les députés métropolitains sont élus selon le système de représentation proportionnelle suivant la règle de la plus forte moyenne dans le département, sans panachage ni vote préférentiel.
Il y a 586 sièges à pourvoir.
Dans la colonie de La Réunion, deux députés sont à élire dans deux circonscriptions (découpage de 1927) au scrutin uninominal majoritaire à deux tours.
Un second tour est prévu le 4 novembre si aucun candidat ne dépasse les 50%.

## Élus
Les deux députés élus sont : 
| Identité            | Parti     |
| ------------------- | --------- |
| Raymond Vergès      | CRADS-PCF |
| Léon de Lépervanche | CRADS-PCF |

## Résultats

### 1recirconscription
|                | CRADS-PCF      | Raymond Vergès       | 15 845 | 50,65  |  |  |
|                | URDC-MRP       | Alexis de Villeneuve | 15 441 | 49,35  |  |  |
|                |                |                      |        |        |  |  |
| Inscrits       | Inscrits       | Inscrits             | 40 417 | 100,00 |  |  |
| Votants        | Votants        | Votants              | 31 655 | 78,32  |  |  |
| Blancs et nuls | Blancs et nuls | Blancs et nuls       | 369    | 1,22   |  |  |
| Exprimés       | Exprimés       | Exprimés             | 31 286 | 98,78  |  |  |

### 2ecirconscription
|                | CRADS-PCF      | Léon de Lépervanche | 24 957 | 53,72  |  |  |
|                | Soc.           | Raphaël Babet       | 19 565 | 42,11  |  |  |
|                | UDSR           | Fernand Sanglier    | 1 940  | 4,18   |  |  |
|                |                |                     |        |        |  |  |
| Inscrits       | Inscrits       | Inscrits            | 66 703 | 100,00 |  |  |
| Votants        | Votants        | Votants             | 46 999 | 70,46  |  |  |
| Blancs et nuls | Blancs et nuls | Blancs et nuls      | 537    | 1,14   |  |  |
| Exprimés       | Exprimés       | Exprimés            | 46 462 | 98,86  |  |  |